# Tereos (Aalst)

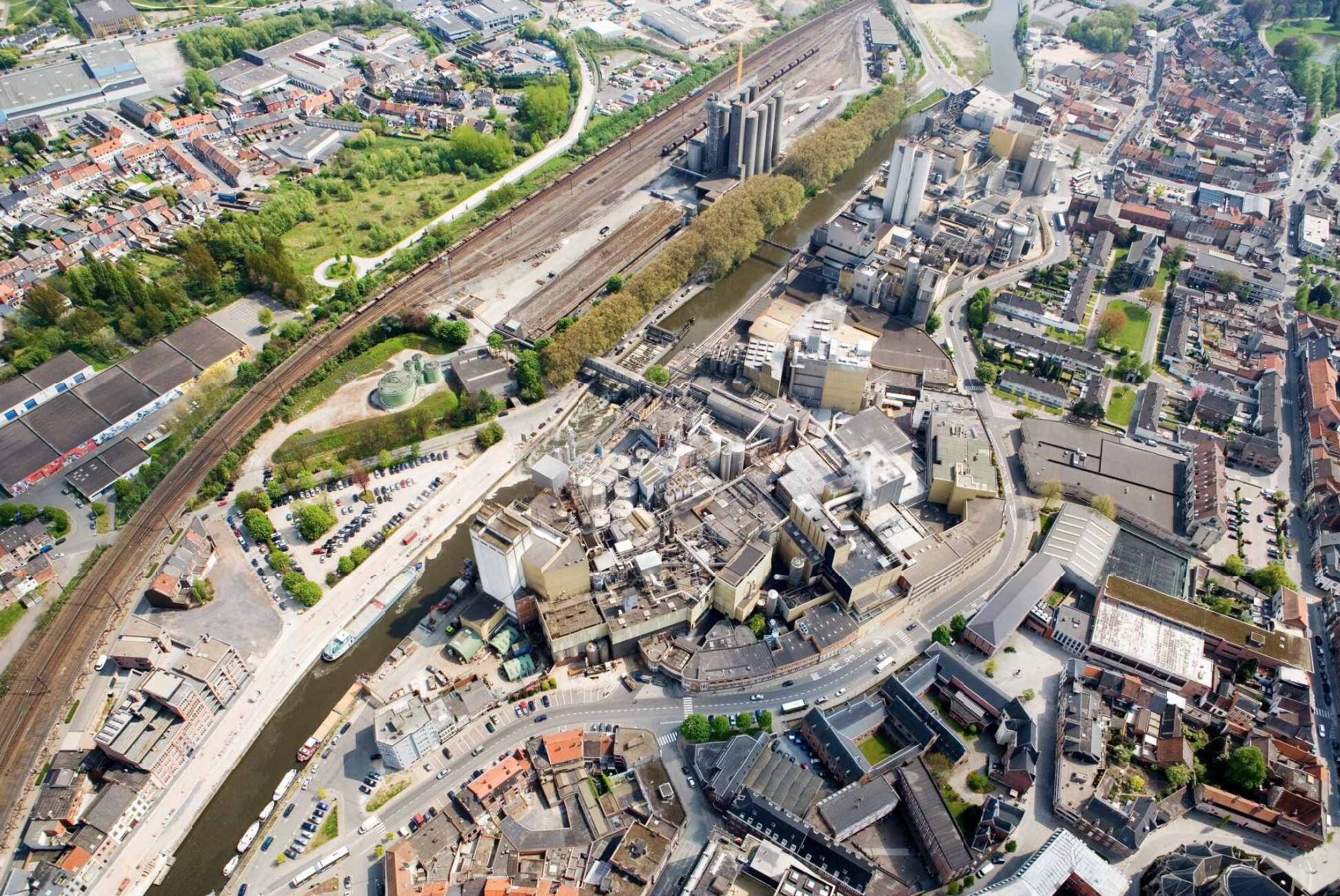
Het eiland Chipka - Verzameling Stadsarchief Aalst, bruikleen (collectie)

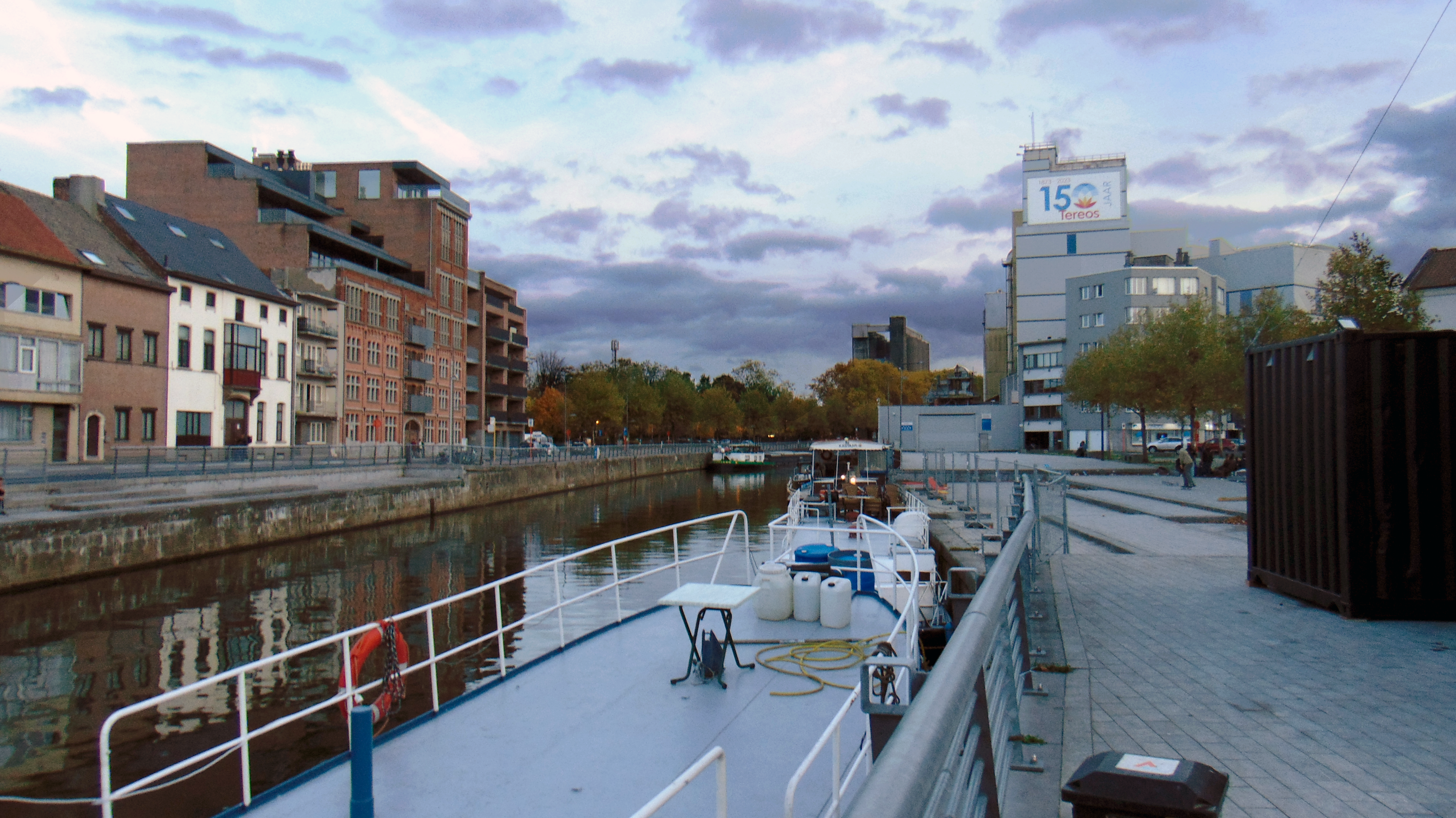
De Dender en Tereos.

Tereos is een zetmeel- en suikerfabriek in Aalst, in de volksmond “Den Amylum” genoemd. Het bedrijf werd opgericht in 1873 onder de naam Callebaut, Frères et Lejeune - Fabrique de Glucoses en telt momenteel nog ongeveer 400 werknemers.

## Geschiedenis

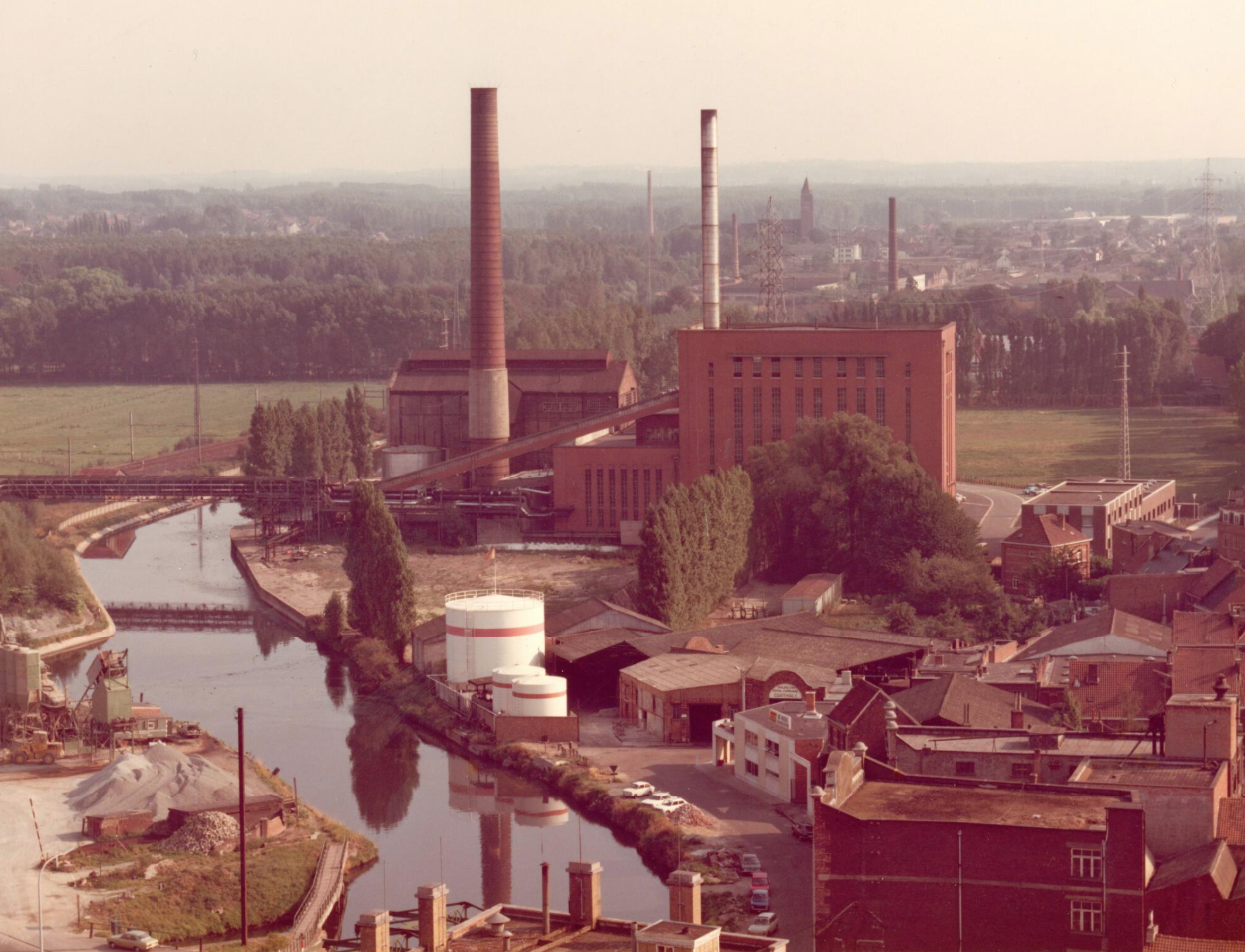
Tereos, destijds nog Amylum aan de Dender in 1970.

Het bedrijf "Callebaut, Frères et Lejeune" ontstond op 23 juni 1873. De akte werd ondertekend door de drie broers Callebaut (Philemon Frans, Edouard Petrus en Felix Alexander), alsook door Joseph Frans Lejeune. De broers Callebaut waren oorspronkelijk hophandelaars. Ze waren kind aan huis bij brouwers en hoorden hen klagen over hoe duur suiker wel niet was. In die periode waren de invoerrechten op suiker en de accijns op suikerbieten ontzettend hoog.
Glucose was een ideaal en goedkoop alternatief. Aangezien er een grote afzetmarkt was voor deze glucose, besloten de stichters hierop in te spelen en kende het bedrijf een snelle groei. Ze huurden enkele oude gebouwen aan de Dender, wat de aanvoer van grondstoffen met schepen mogelijk maakte. Na verloop van tijd werden de gebouwen gekocht en werden er nieuwe gebouwen naast gebouwd. Tussen 1864 en 1883 was Aalst het centrum van glucosefabricage in België, en telde het in totaal een vijftal fabrieken.

### Het eiland Chipka
De fabriek ontstond op het bekende Aalsterse eiland Chipka. Dit kunstmatige eiland werd gevormd door twee waterlopen: de Dender en de Oude Dender (de huidige Burchtstraat). Callebaut, Frères et Lejeune begon er als een van de verschillende fabrieken tussen de huizen, ateliers en brouwerijen maar doorheen de jaren werd al snel het hele eiland ingepalmd door de fabriek. Het eiland Chipka is overigens ook gelinkt aan twee bekende Aalsterse figuren: schrijver Louis Paul Boon en priester Adolf Daens.

### Naamsveranderingen / overnames

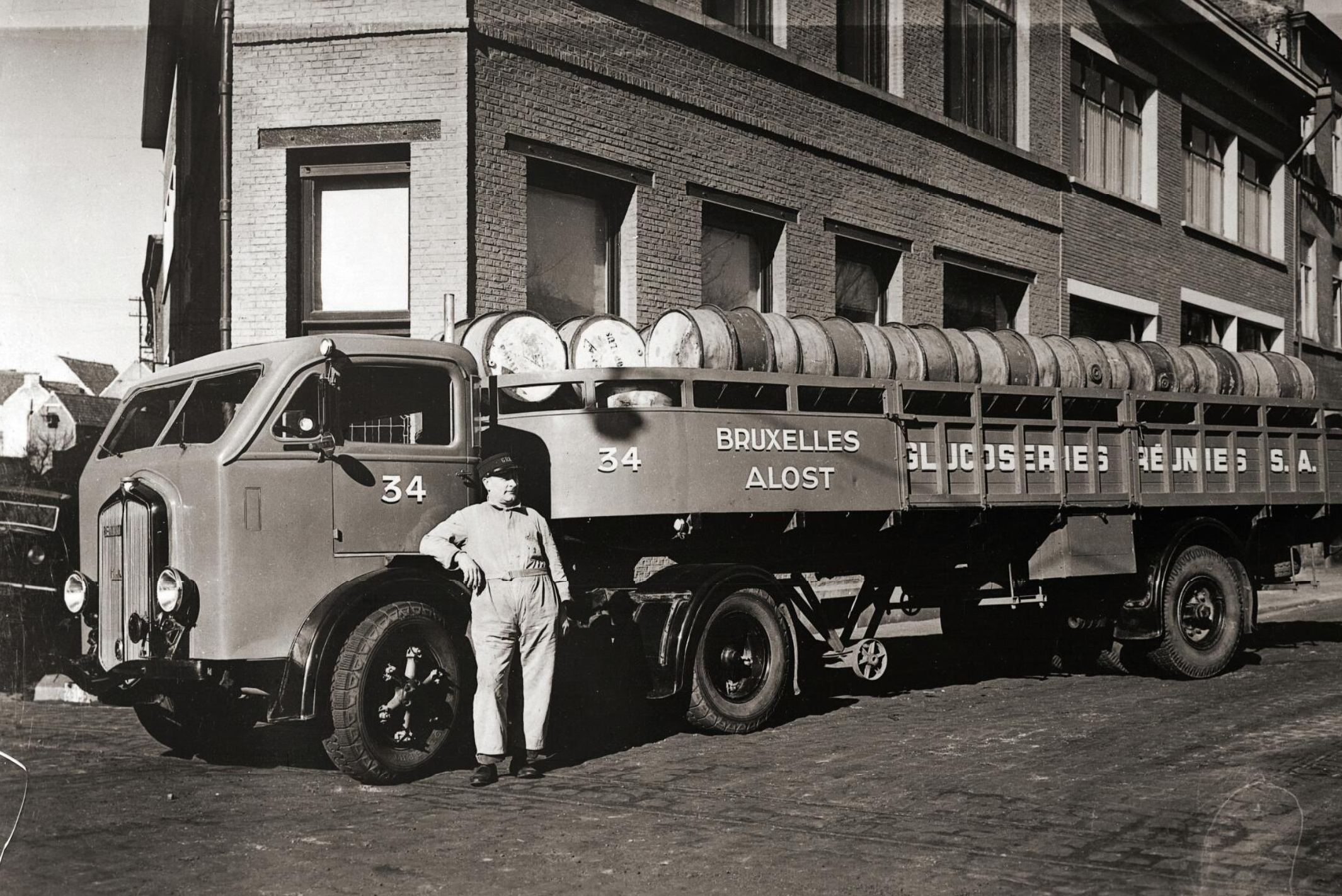
Vrachtwagen Glucoseries Réunies - Verzameling Stadsarchief Aalst, bruikleen (collectie)

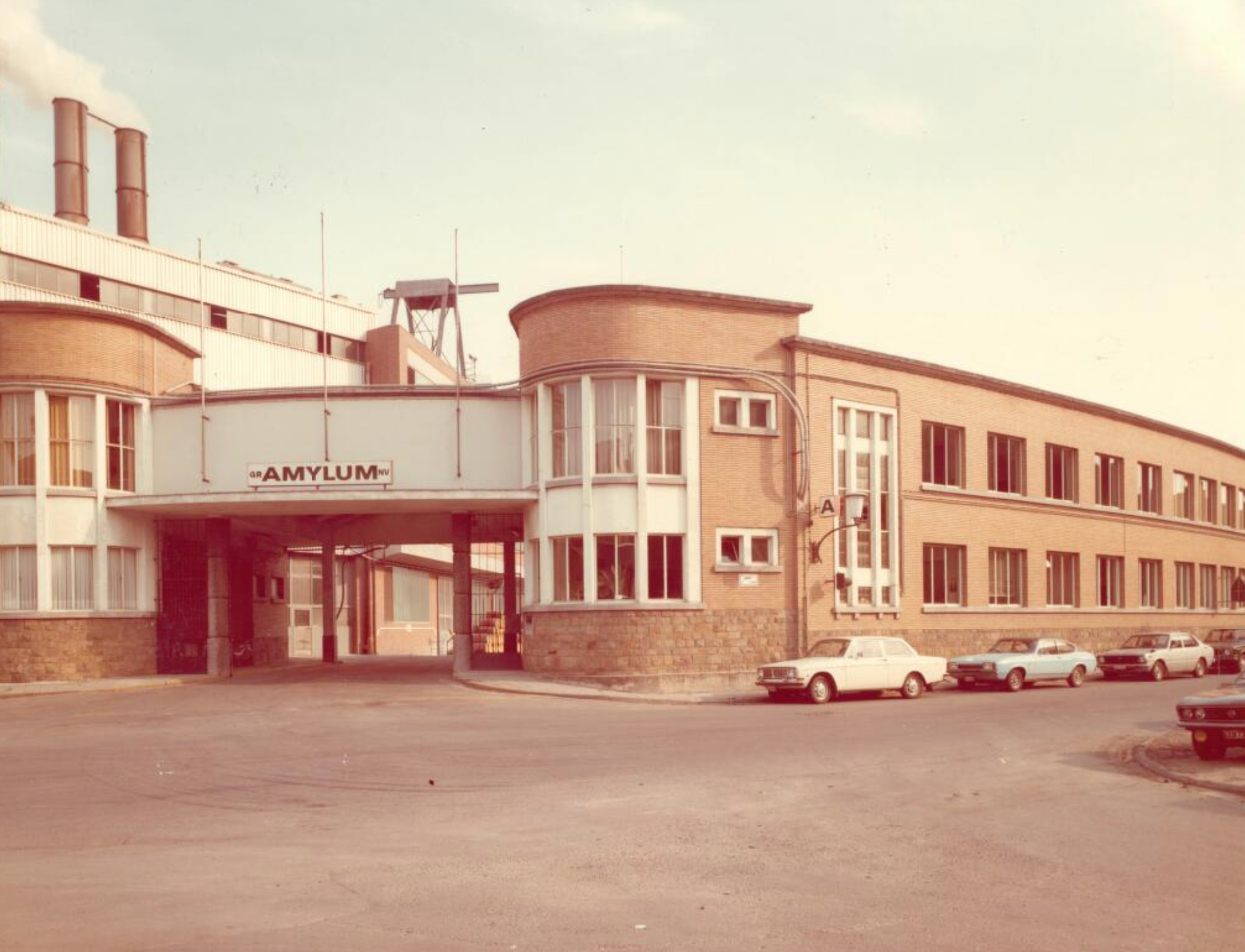
Ingang Amylum 1970 - Verzameling Stadsarchief Aalst, bruikleen (collectie)

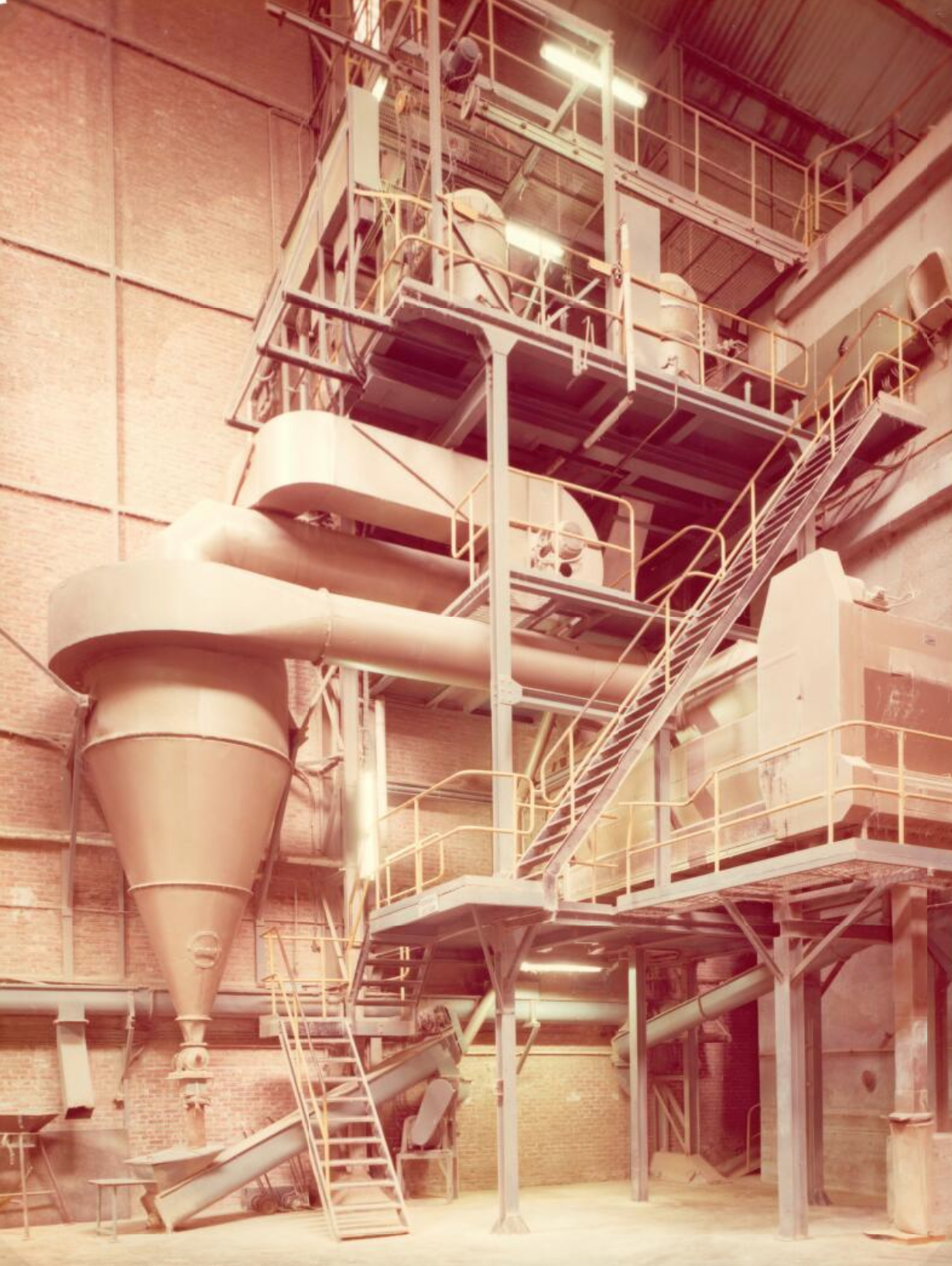
Machines Amylum 1970 - Verzameling Stadsarchief Aalst, bruikleen (collectie)

- 1873 - Callebaut, Frères et Lejeune - Fabrique de Glucoses.
- 1883 - Callebaut Frères. In 1883, na het uittreden van Joseph Lejeune en het overlijden van de broers Philemon en Felix, nam de jongste broer, Prosper, het bestuur over. Zijn broers overleden vrij vroeg waardoor Prosper Callebaut zowat grondlegger is geworden van de verdere ontwikkeling van het bedrijf. Hij veranderde de naam in “Callebaut Frères” en verhuisde de firma naar een nieuw gebouw op de hoek van de Kwijnstraat en de Vanwanbekekaai. Op deze manier was aanlevering van grondstoffen via de Dender nog steeds mogelijk.
- 1914 - Ancienne-Firme Callebaut Frères.  In 1911 richtte Luc Callebaut, zoon van Prosper Callebaut, Zeelandia in het Sas van Gent op in Nederland. In 1914 werd de firma Callebaut Frères stopgezet en de firma "Ancienne-Firme Callebaut Frères" opgericht, onder leiding van de tweede zoon Marcel Callebaut.
- 1924 - N.V. PRODUMA. In 1924 werd de naam veranderd in SA PRODUMA (afkorting van Produit du maïs) en deed de derde zoon, Jean Callebaut, zijn intrede. De drie zonen van Prosper Callebaut verdeelden de taken: Marcel zorgt voor Aalst, Luc en Jean voor Zeelandia in Sas van Gent.
- 1926 - Glucoseries Réunies. Twee jaar later werd besloten om een fusie aan te gaan met "La Glucose Of Lic-Frères" te Brussel. Zo werd Glucoseries Réunnies opgericht. De maling werd toen opgevoerd naar bijna het driedubbele (140 ton per dag in plaats van 50 ton per dag). Dit leidde tot een samenwerking met het Engelse bedrijf "Tunnel Refineries Limited" te Greenwich om het zetmeel te kunnen verwerken. Deze eerste buitenlandse samenwerking was de aanzet voor een verdere doorbraak op de internationale markt. In de latere jaren werd Zeelandia overgenomen door Amerikaanse bedrijven van het CPC (Center for Plant Conservation). Tijdens de Tweede Wereldoorlog werd de fabriek te Aalst beschadigd door de bombardementen en werd er verder gewerkt onder Duits toezicht.
- 1975 - G.R. Amylum (Latijnse benaming voor zetmeel). In 1975 werd de naam veranderd naar G.R. Amylum. Die naamswijziging kwam er om dat "Glucoseries Réunies" volgens de directie moeilijk uitspreekbaar was voor Engels- en Duitstalige klanten. G.R. zou hier niet meer staan voor "Glucoseries Réunies" maar wel voor "Graanderivaten en Raffinaderijen". Naast maïsverwerking werd nu ook gestart met tarweverwerking.
- 1987 - In dit jaar werd het Nederlandse zetmeelbedrijf De Bijenkorf (ZBB) in Koog aan de Zaan overgenomen door Amylum.[1]
- 2000/2004 - Tate & Lyle . Het Britse bedrijf Tate & Lyle nam uiteindelijk Amylum volledig over. Tate & Lyle had in 1976 al een aandelenbelang in Amylum genomen en verdubbelde het in 1988.[2] In 2000 verwierf het de overige aandelen en de naamsverandering kwam pas in 2004.
- 2007 - Syral. Na 7 jaar verkoopt Tate & Lyle het bedrijf door aan Syral, het dochterbedrijf van Tereos.
- 2010 - Tereos. In 2010 wordt het bedrijf hernoemd tot Tereos Syral, wat tegenwoordig gewoon Tereos wordt genoemd.

## Producten
Het bedrijf speelt in op de behoeften van de voedsel-, diervoeder-, papier- en golfkartonindustrie. In de fabriek wordt tarwe en suiker verwerkt tot talloze eindproducten zoals zetmeel en zoetstofingrediënten in vloeibare en poedervorm, vezels, eiwitten en bijproducten. Sinds 2008 wordt er ook bio-ethanol geproduceerd.
Producten op de markt: dextrosestroop, kristallijne dextrose, fructosestroop, tarwezetmeel, gemodificeerd tarwezetmeel, glucosestroop, maltosestroop en maltodextrinepoeder.

### Vrachtverkeer
Op 11 december 2019 overleed de 11-jarige Celio toen hij op weg was naar school met zijn zus en zijn mama. Het gezin wandelde over het voetpad toen Celio gegrepen werd door een vrachtwagen die de parking van Tereos opdraaide. Hij stierf ter plaatse. De trucker werd door de politierechtbank schuldig bevonden en kreeg zes maanden cel met uitstel en een boete.
Het ongeval zorgde voor veel discussie omtrent het drukke vrachtwagenverkeer in het centrum van de stad. Op 5 januari 2020 plaatste Tereos een hek rondom de parking, wat beloofd werd door de stad en de fabriek. Door het hek kunnen de vrachtwagens nu maar langs één kant  de parking op- en afrijden. Sinds eind januari 2020 wordt er ook een tonnagebeperking opgelegd door de stad tijdens de scholenspits.

## Kritiek

### Hinder
De fabriek komt niet alleen in opspraak wegens het vrachtverkeer, maar ook vanwege de CO2-uitstoot en de geurhinder. Van de totale CO2-uitstoot in Aalst is het aandeel van Tereos zo'n 32%, en dit is exclusief het vrachtverkeer van en naar Tereos. De penetrante geur die de fabriek uitstoot is tevens een langdurig en gekend probleem (tot ver buiten de grenzen van de stad). De fabriek moet van de Vlaamse overheid dringend iets doen aan die geurhinder. Tereos moet van de Omgevingsinspectie van het Vlaams Departement Omgeving een inventarisatie maken van alle geuremissiebronnen.

### Vrije meningsuiting
In 2022 dreigde Tereos met brieven dreigend met een eis tot schadevergoeding nadat een aantal buurtbewoners over de fabriek klaagden op sociale media. De buurtbewoners kregen een aangetekende brief van een advocatenkantoor. De reden was dat ze het bedrijf “imagoschade berokkenen”.
“Wij worden geïnformeerd dat u een actief lid bent van het collectief Terexit Aalst dat al verschillende jaren actie voert tegen de aanwezigheid van Tereos in het centrum van Aalst", staat in de brief. "Op sociale media worden regelmatig onterechte en misleidende affiches, tekeningen en berichten gepost die de reputatie van Tereos onterecht schaden en verder gaan dan hetgeen aanvaard kan worden.”
Er was een beschuldiging van greenwashing en het zicht onterecht toe-eigenen van het label duurzaamheid en milieuvriendelijkheid. Volgens de advocaat moest deze onmiddellijk verwijderd worden. De brief kwam intimiderend en dreigend over.
De omwonenden beweren dat ze slechts geurhinder gemeld hadden.

## Galerij

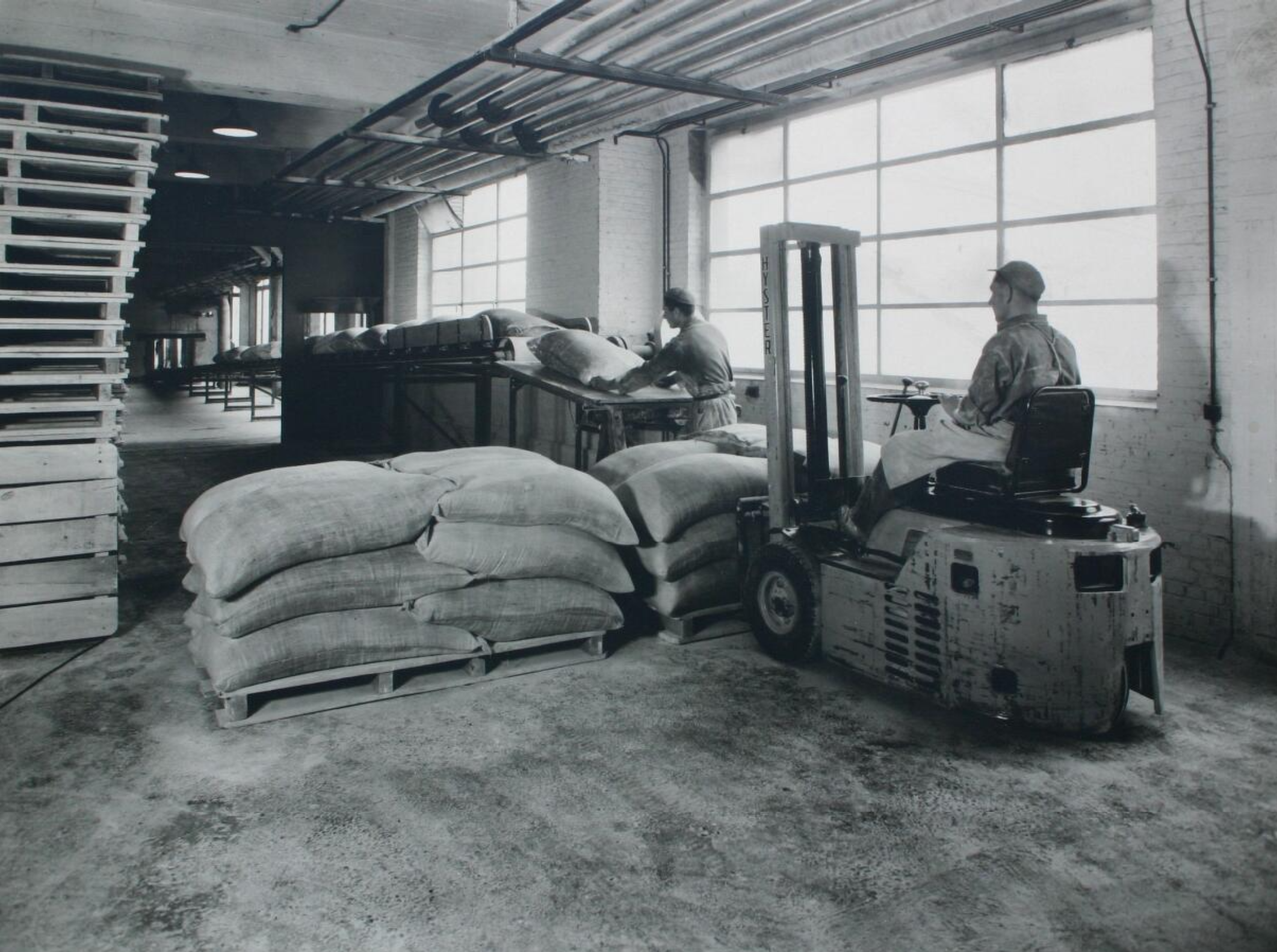
jute zakken zetmeel stapelen, Glucoseries Reunies 1940 - 1950 - Verz. Stadsarchief Aalst, bruikleen [collectie]
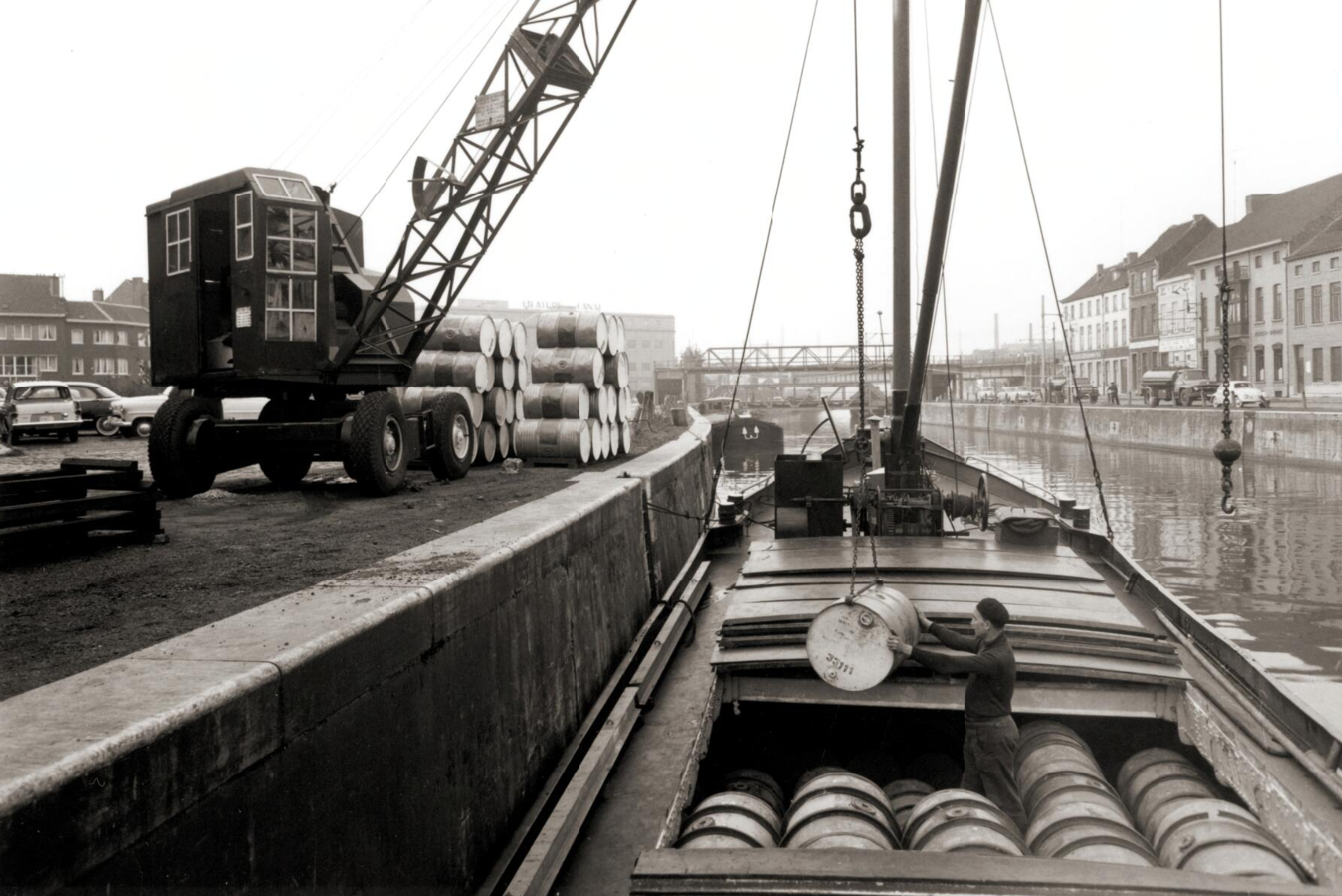
Schip bij fabriek Amylum - Verz. Stadsarchief Aalst, bruikleen [collectie]
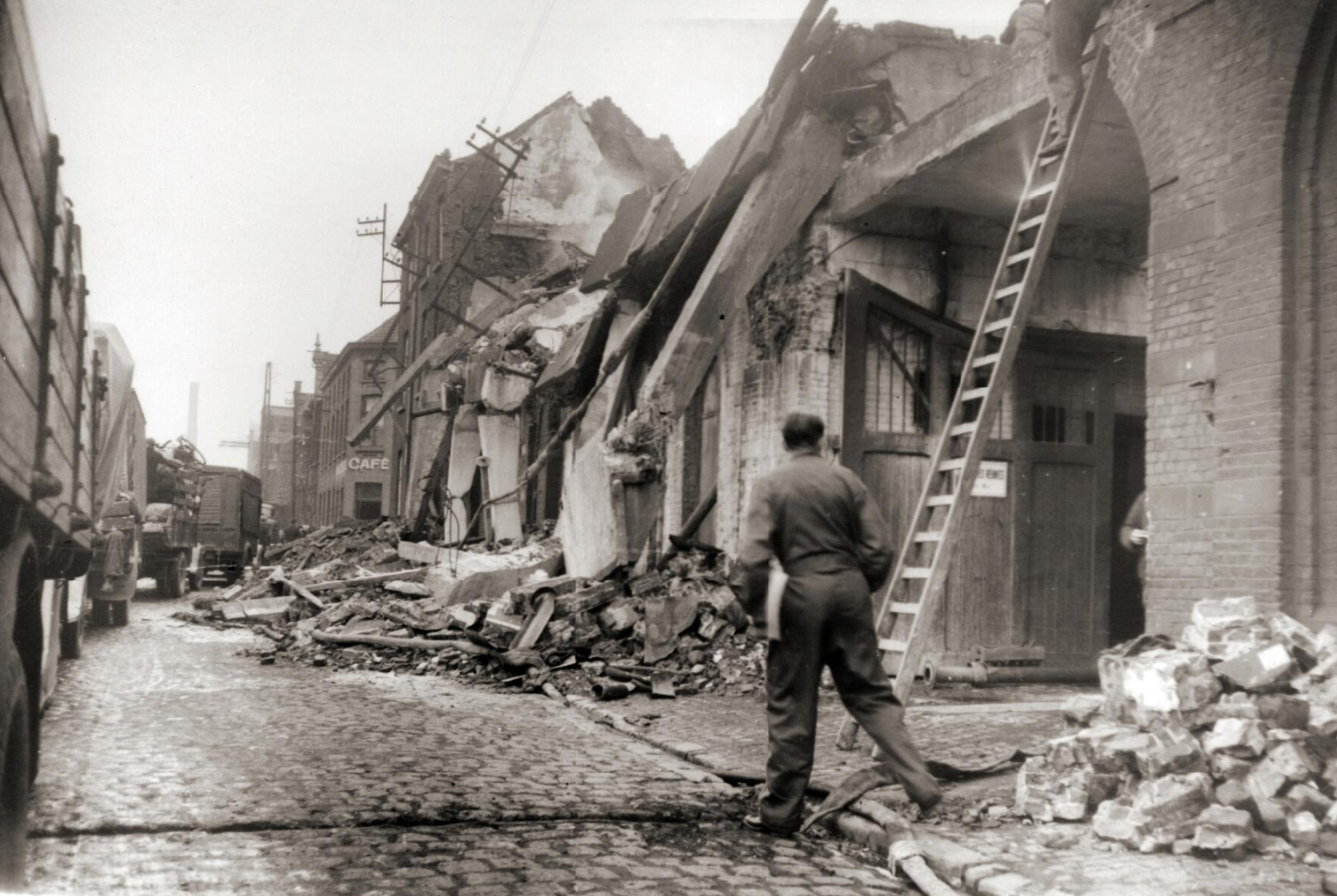
Bombardementen tijdens WOII - Verz. Stadsarchief Aalst, bruikleen [collectie]
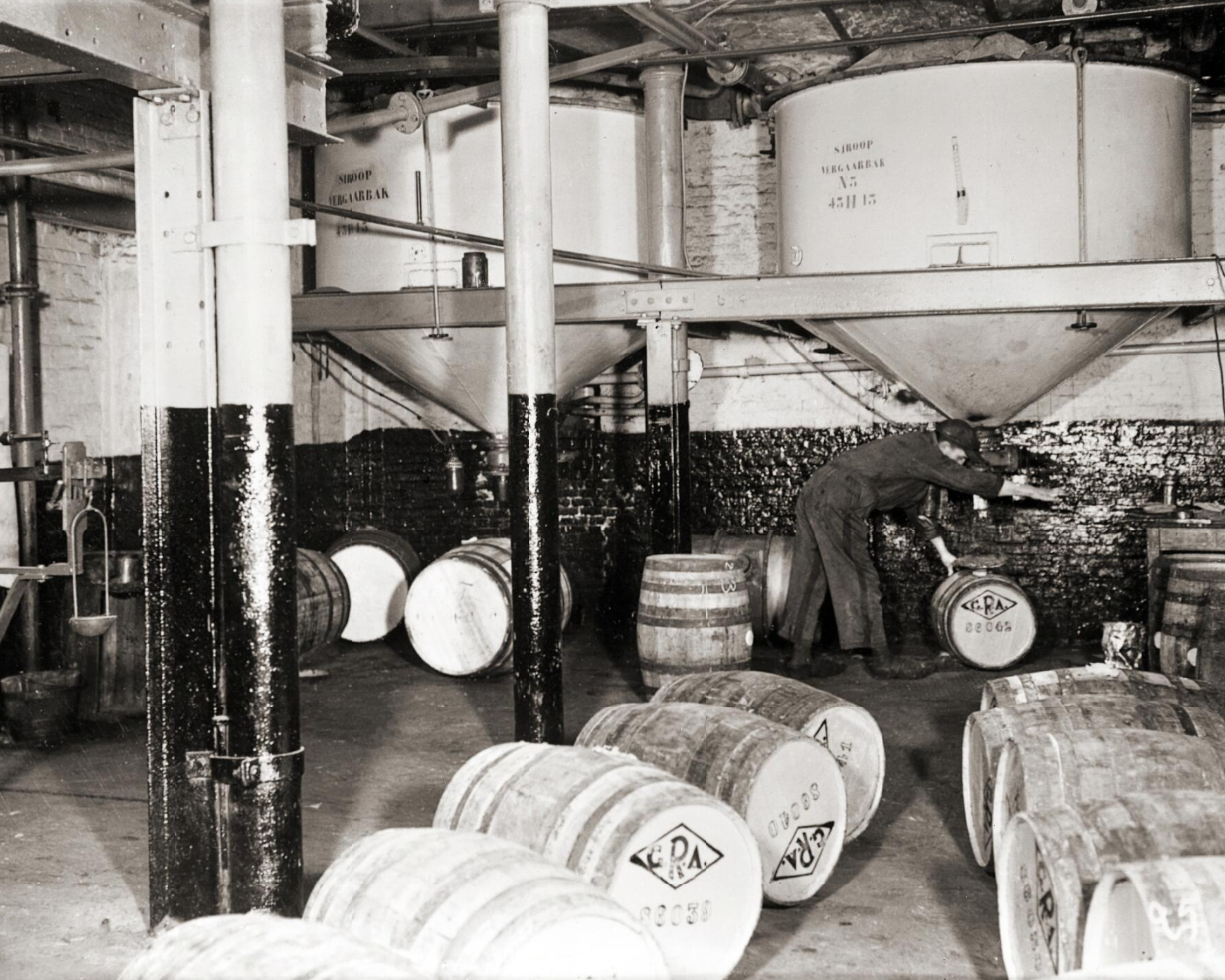
glucosestoop in houten vatten, Glucoseries Réunies - Verz. Stadsarchief Aalst, bruikleen [collectie]
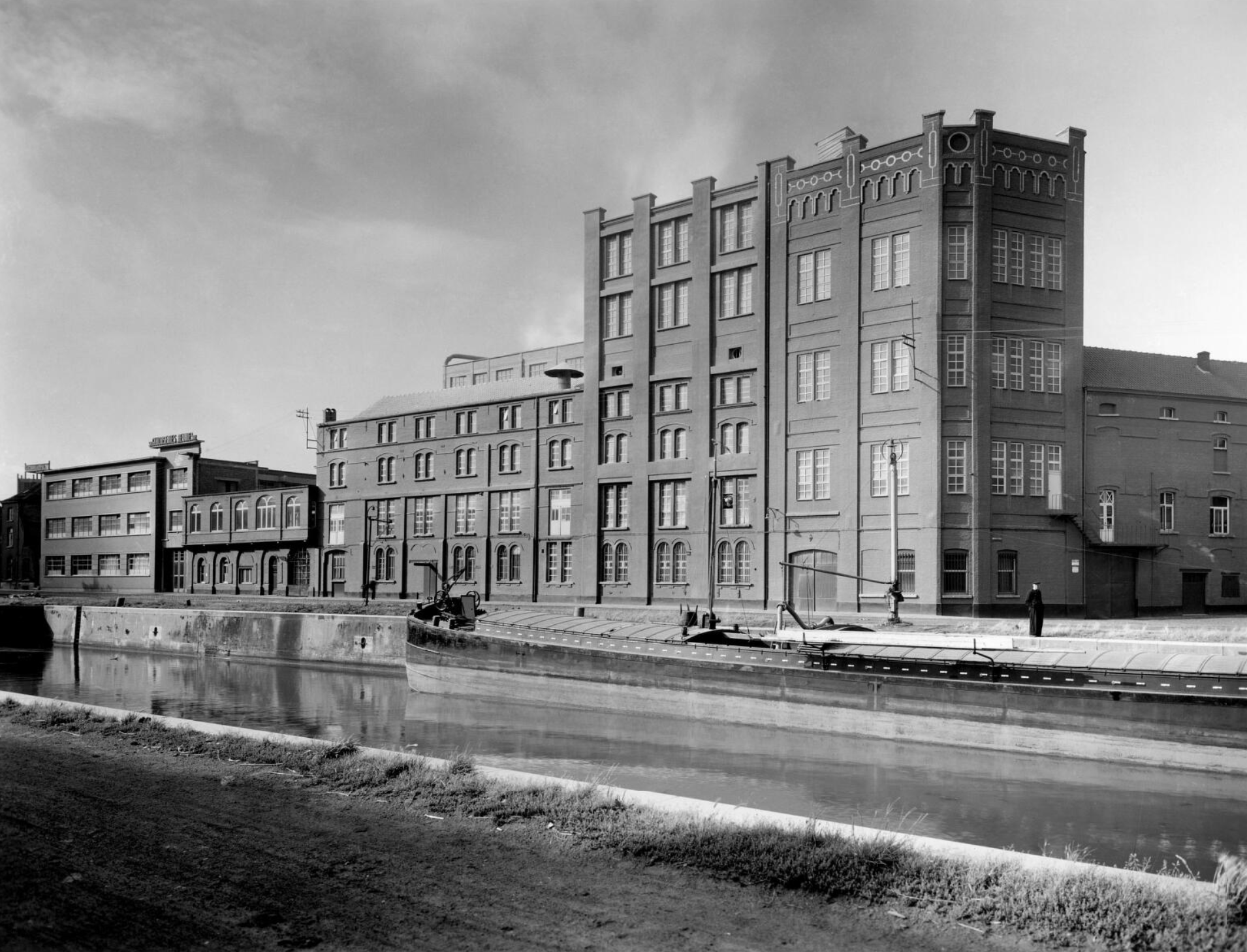
Glucoseries Réunies - Verz. Stadsarchief Aalst, bruikleen [collectie]
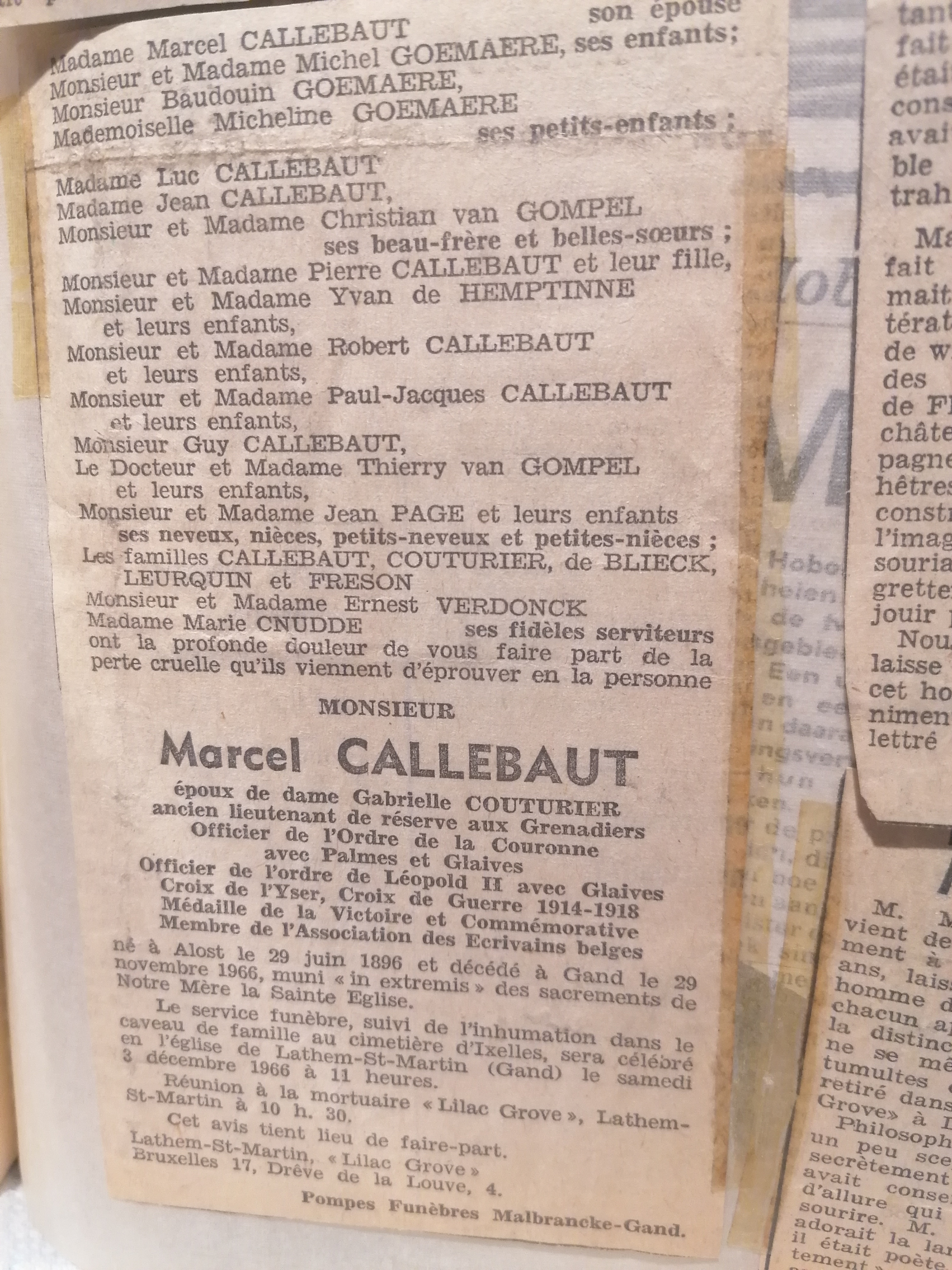
Overlijdensbericht van Marcel Callebaut
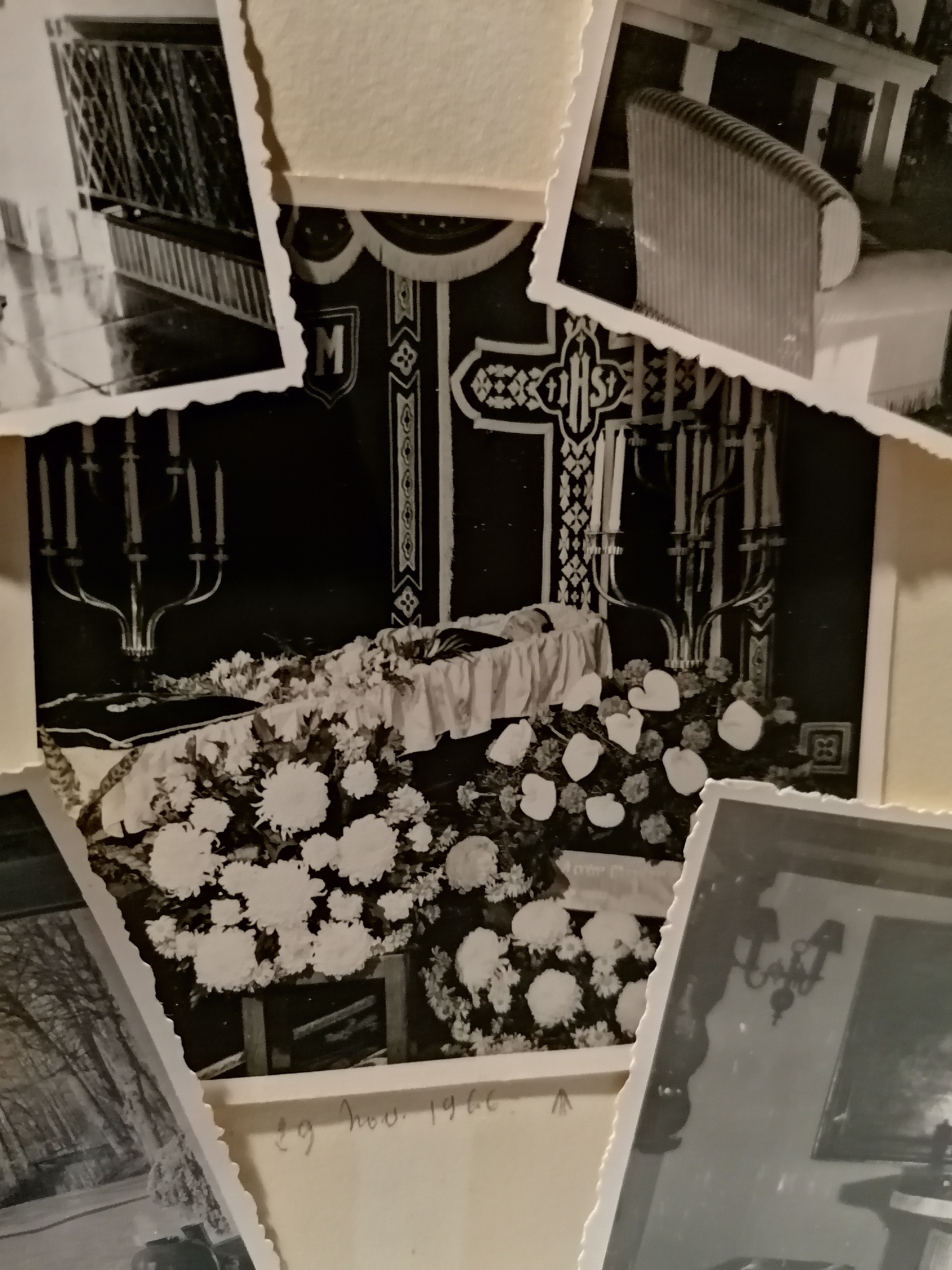
Marcel Callebaut, Sint-Martens-Latem, november 1966
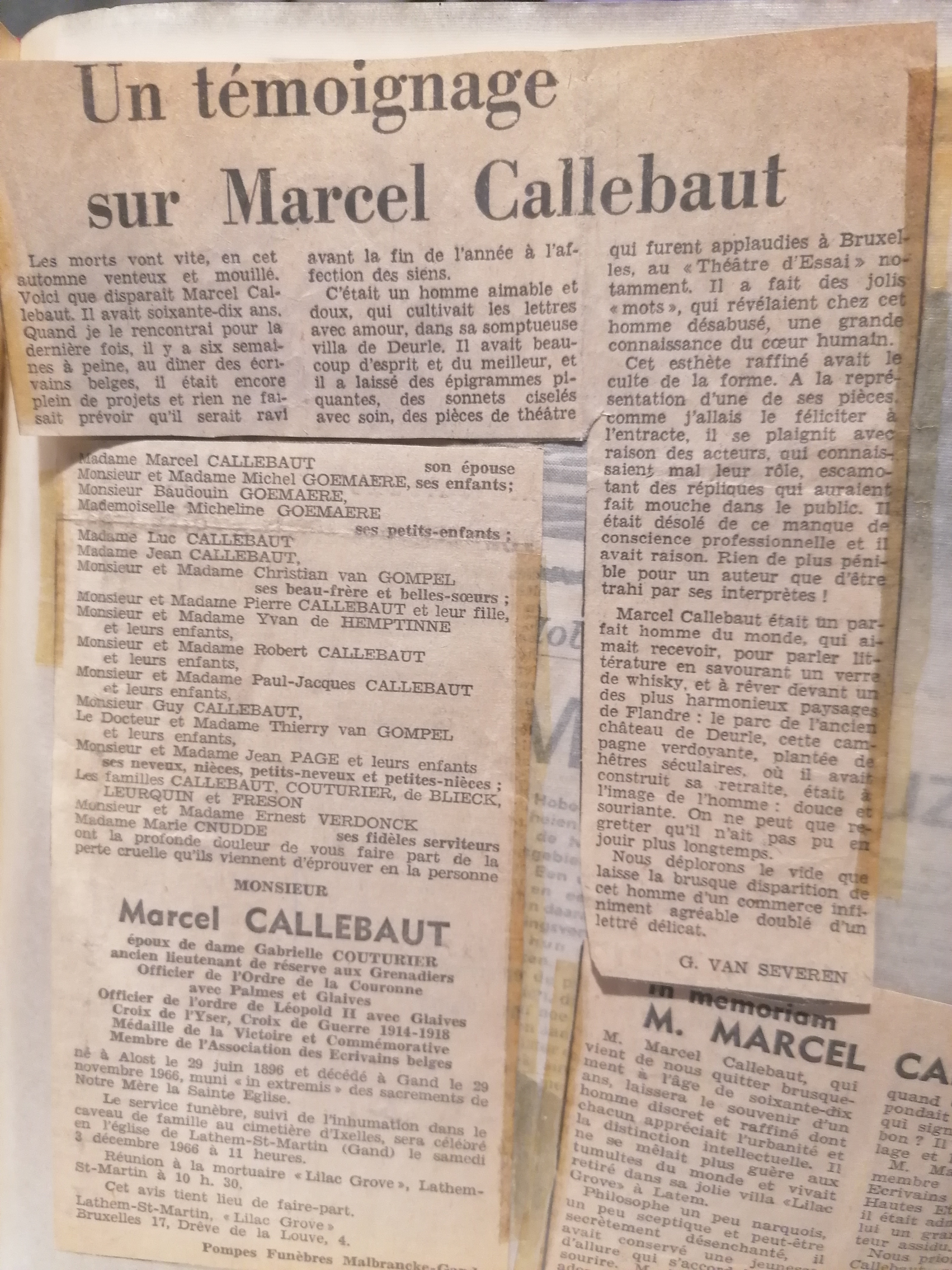
Krantenartikel na het overlijden van Marcel Callebaut
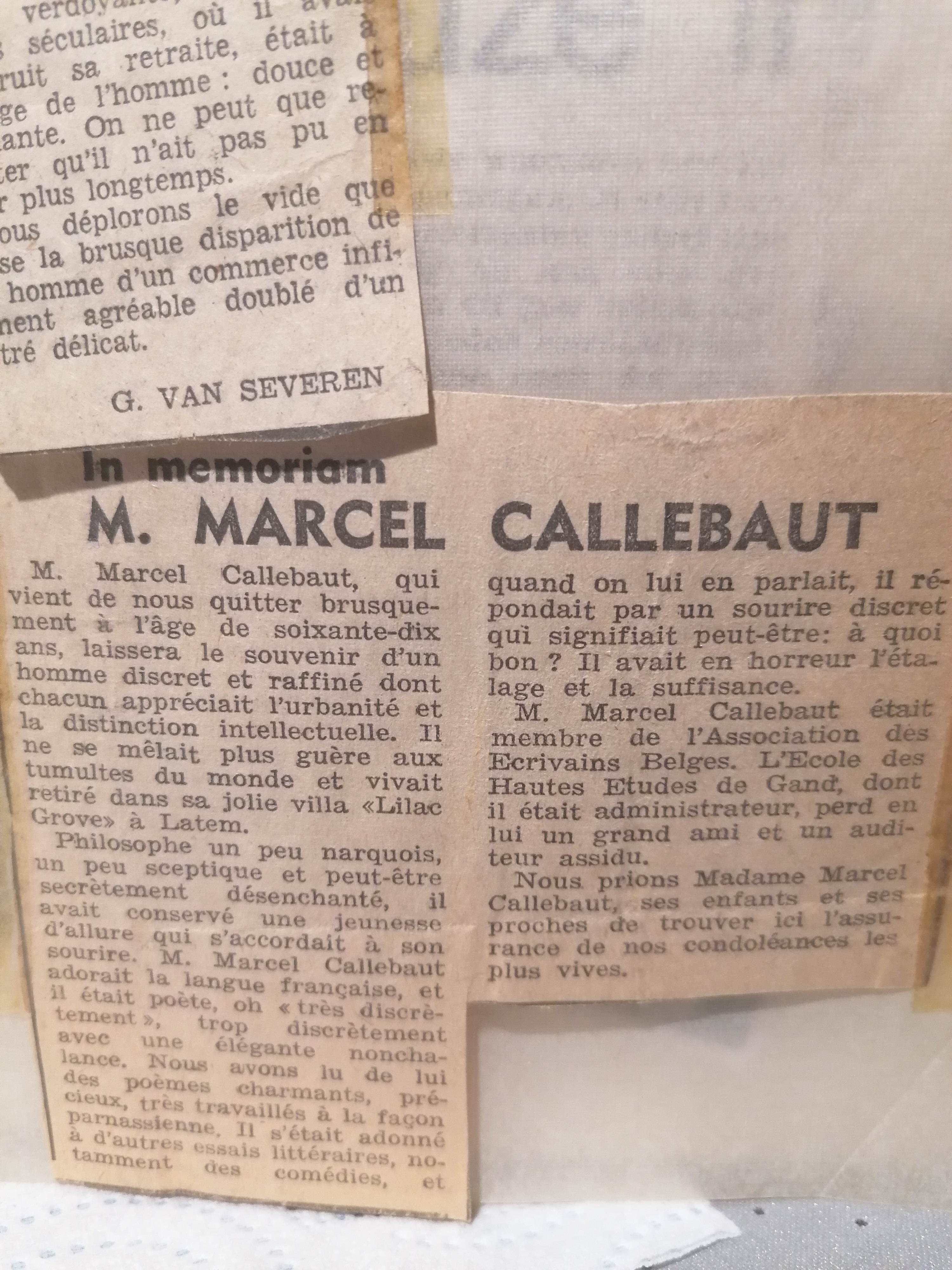
In memoriam krantenartikel na het overlijden van Marcel Callebaut
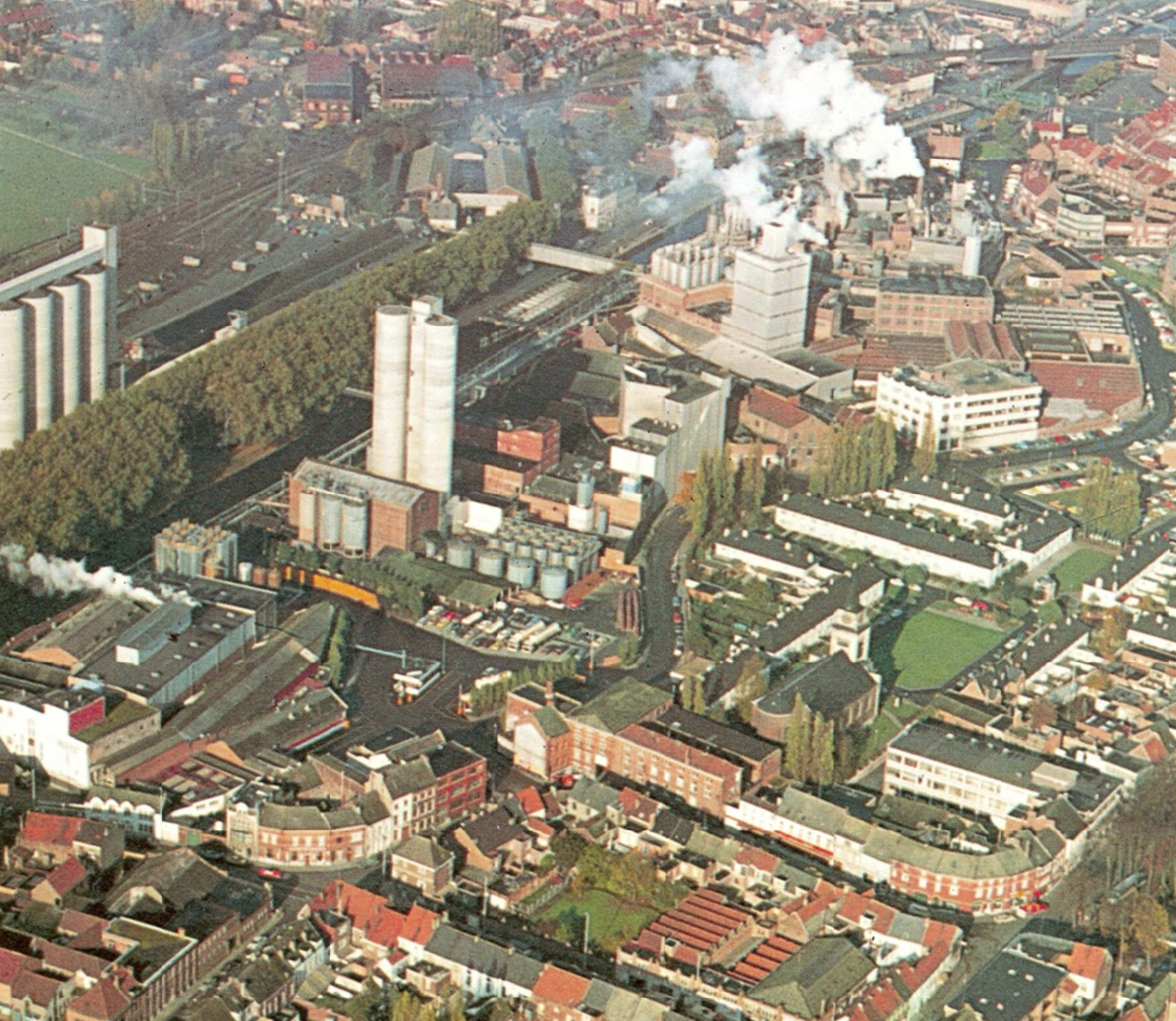
Luchtfoto Amylum 1970 - Verz. Stadsarchief Aalst, bruikleen [collectie]
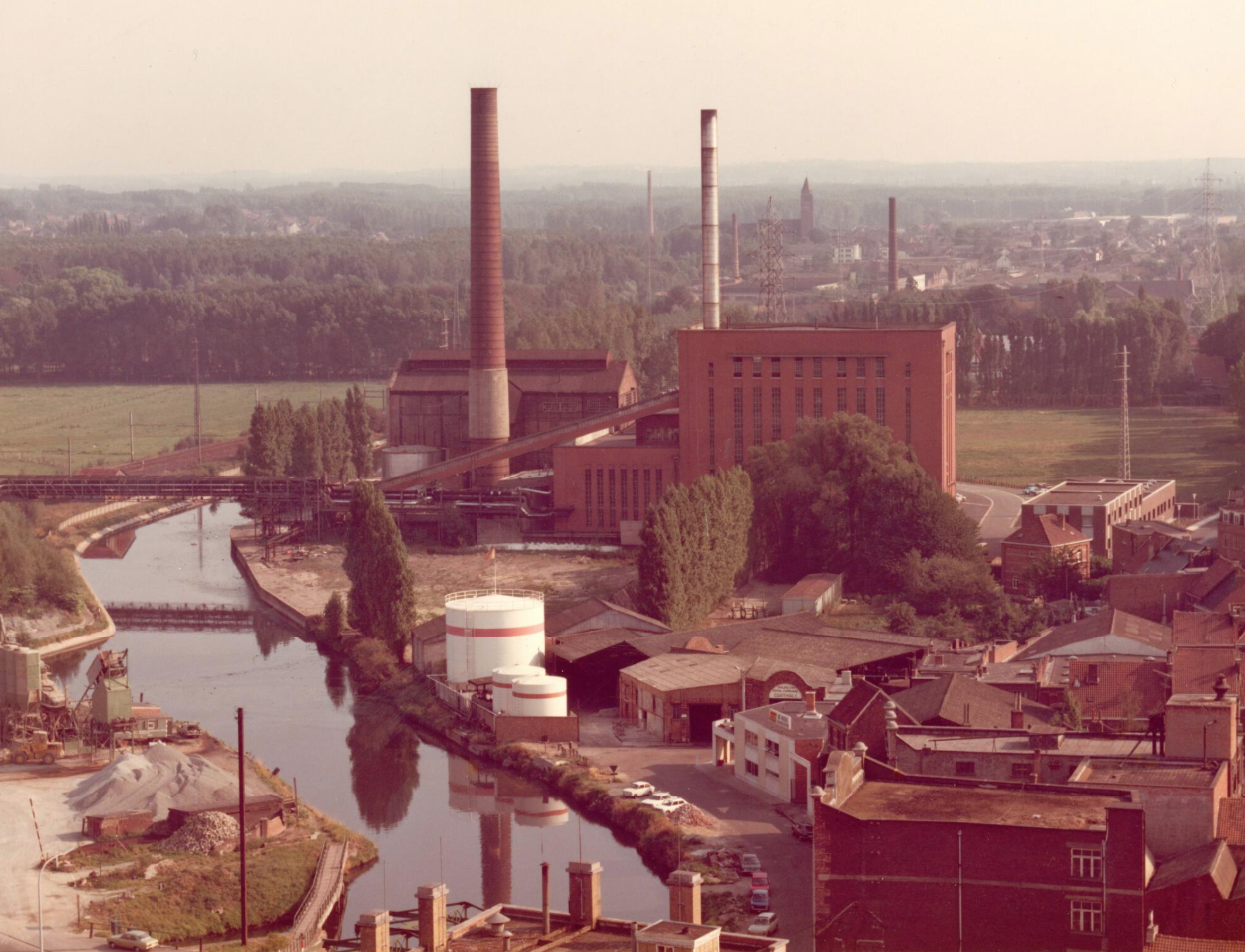
Amylum aan de Dender 1970 - Verz. Stadsarchief Aalst, bruikleen [collectie]
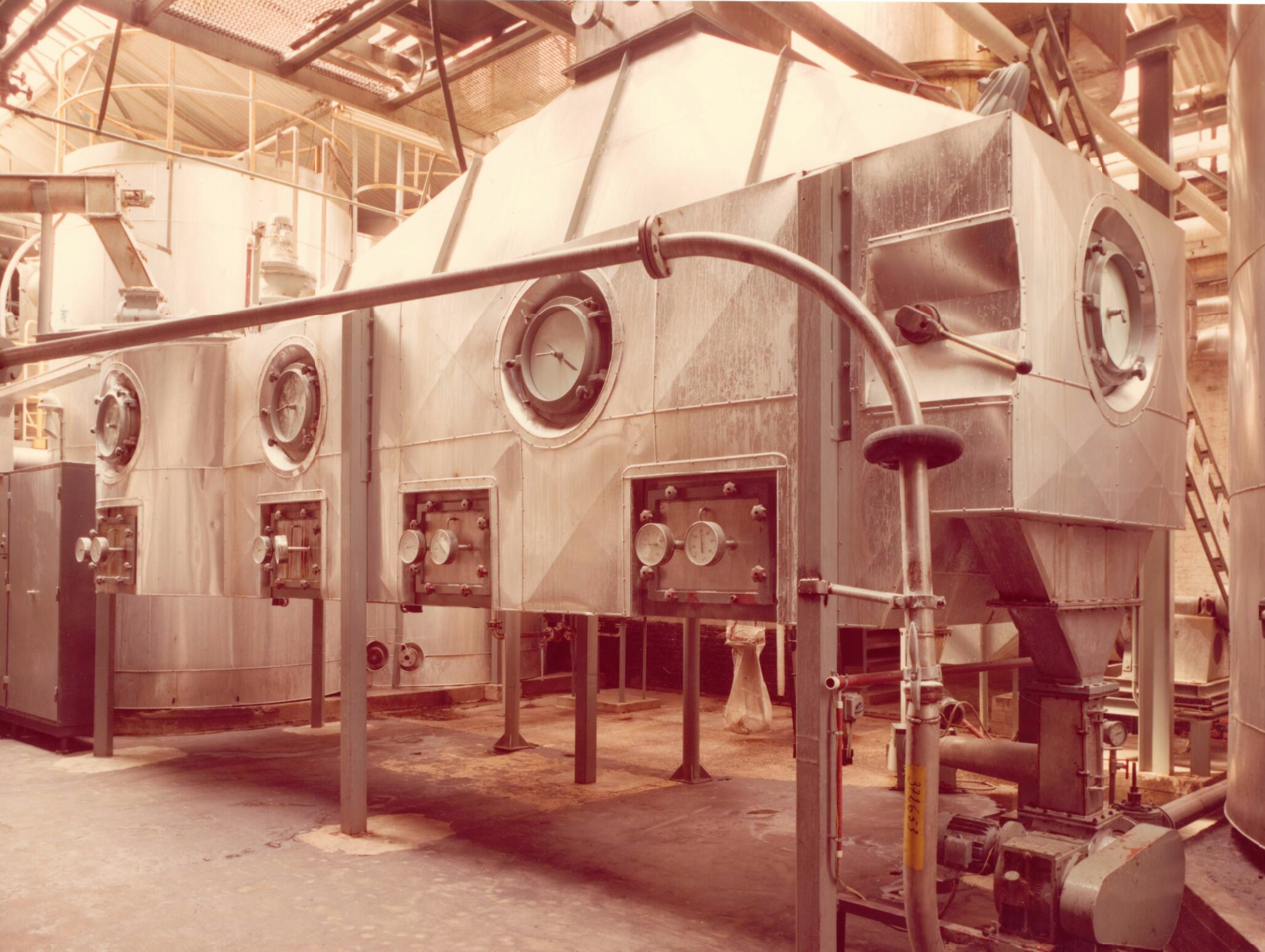
Fabriek Amylum 1970 - Verz. Stadsarchief Aalst, bruikleen [collectie]
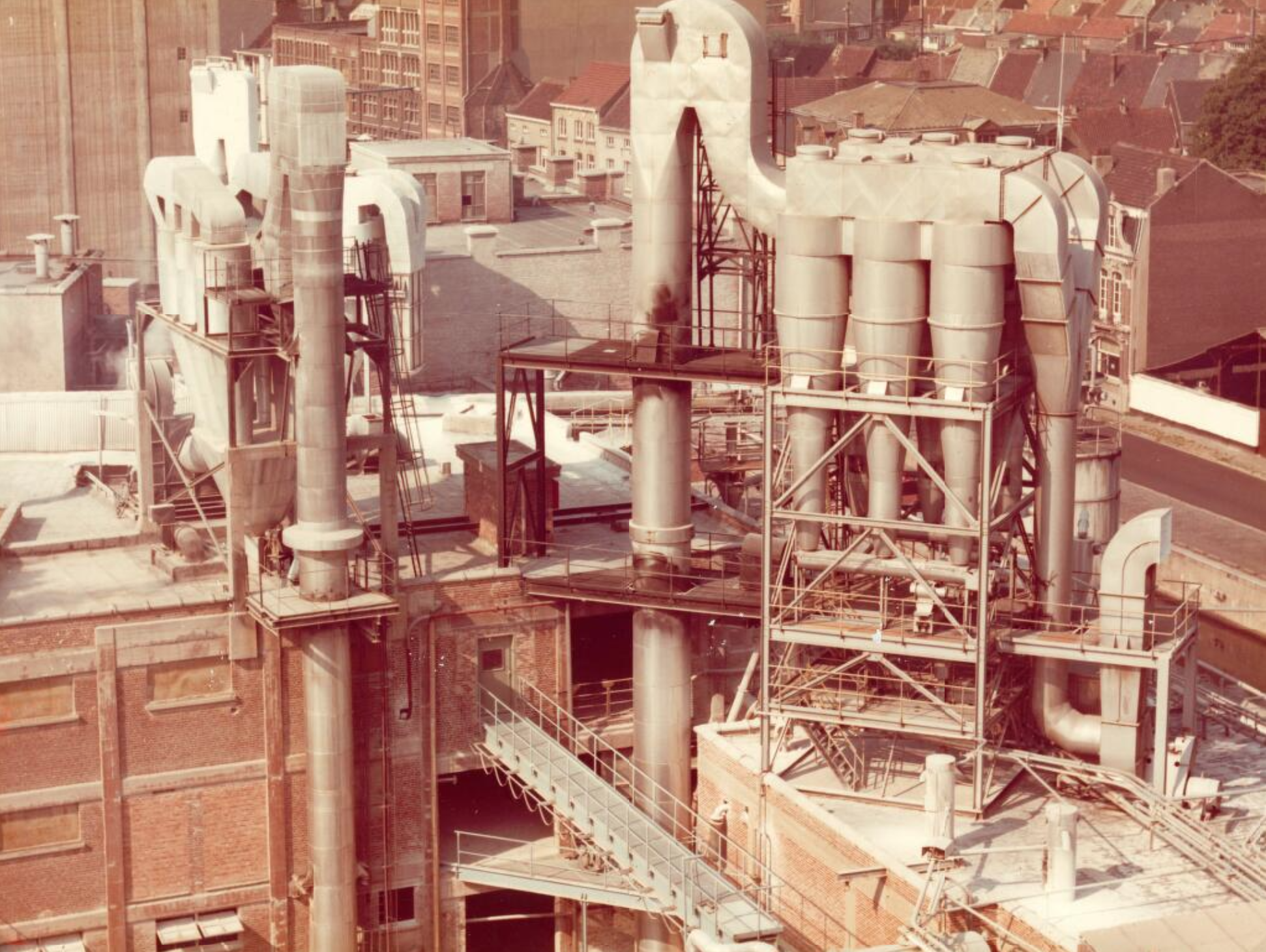
Amylum 1970 - Verz. Stadsarchief Aalst, bruikleen [collectie]
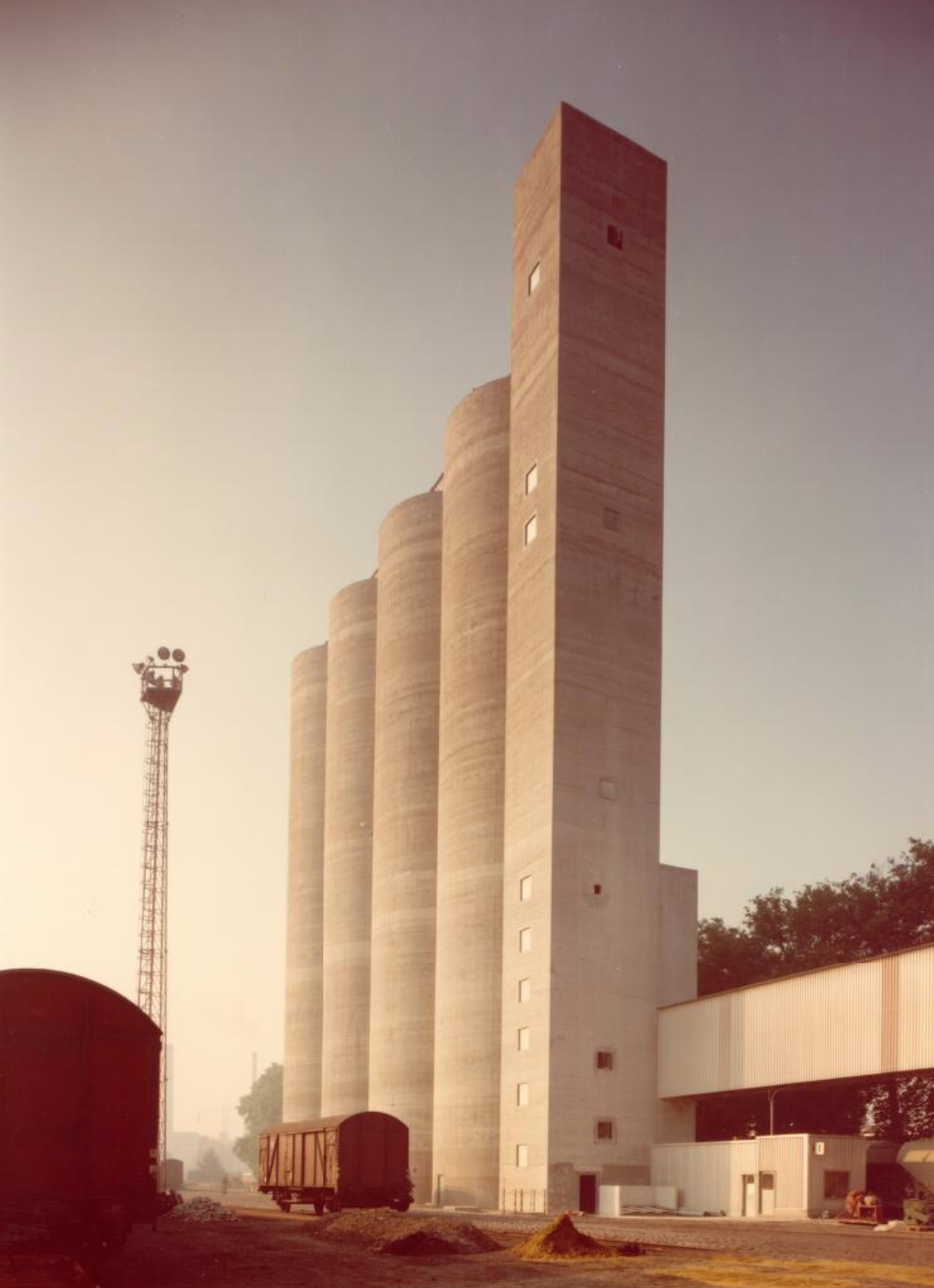
Amylum 1970 - Verz. Stadsarchief Aalst, bruikleen [collectie]
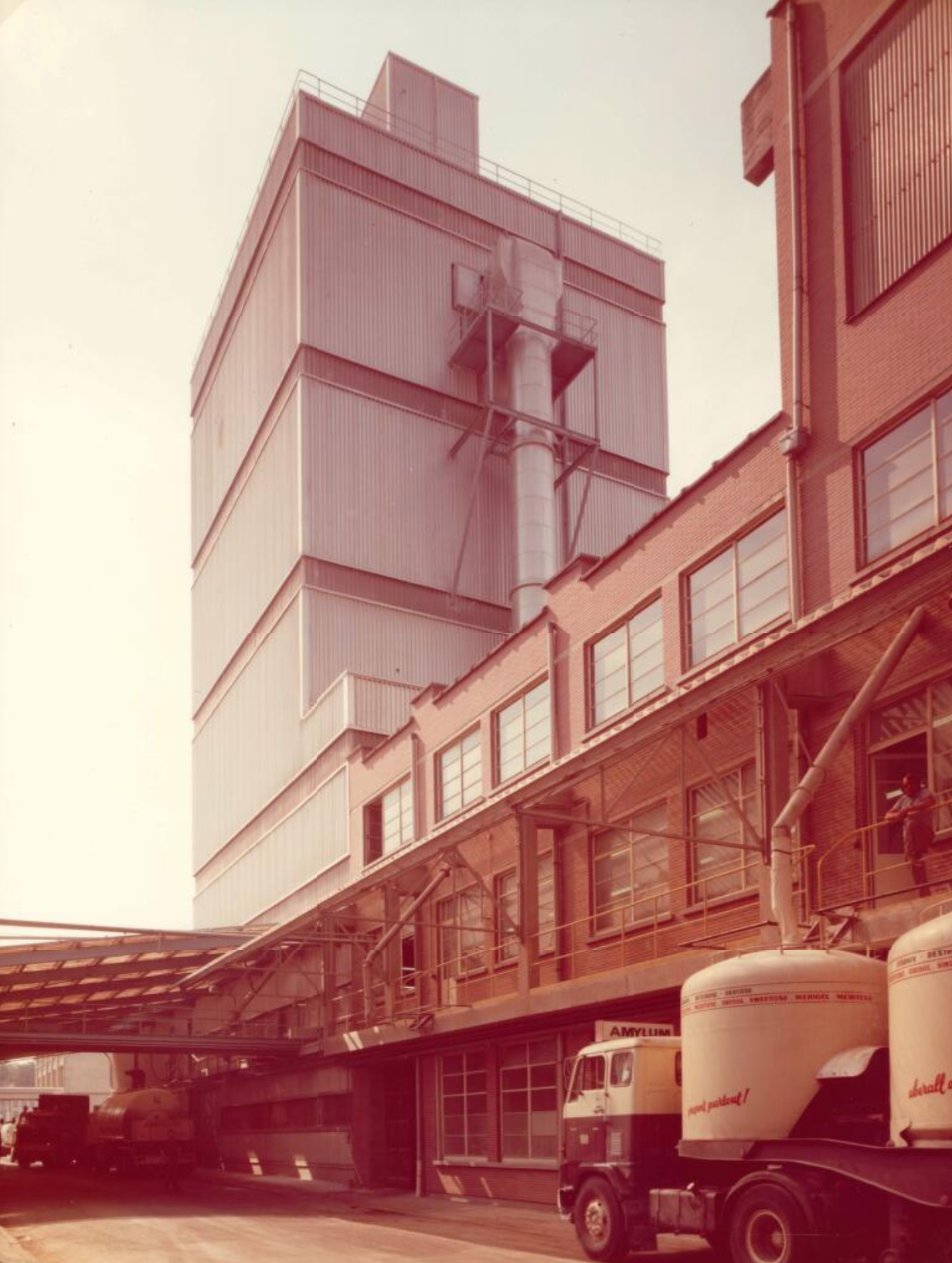
Amylum 1970 - Verz. Stadsarchief Aalst, bruikleen [collectie]
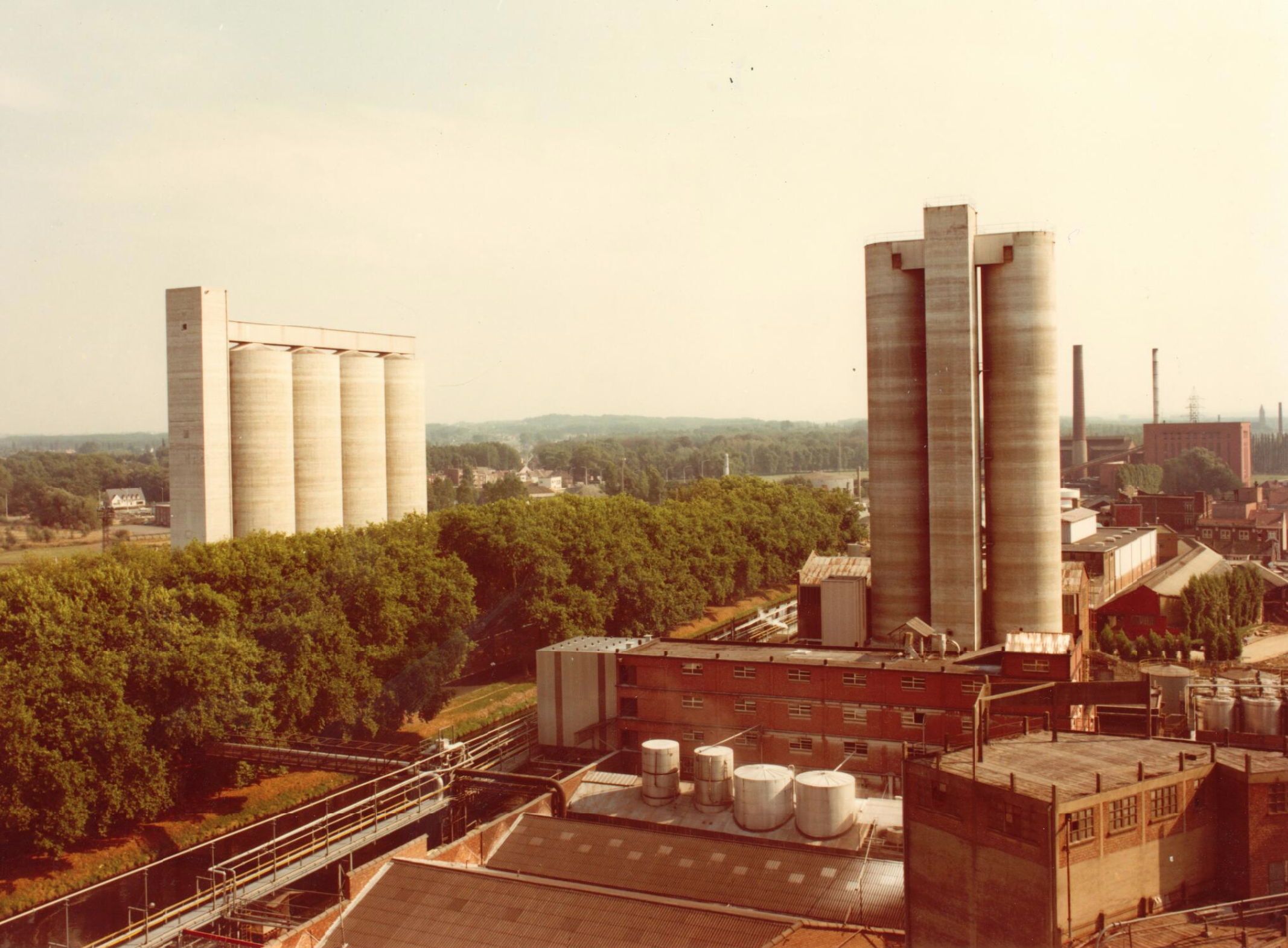
Amylum jaren '70 - Verz. Stadsarchief Aalst, bruikleen [collectie]
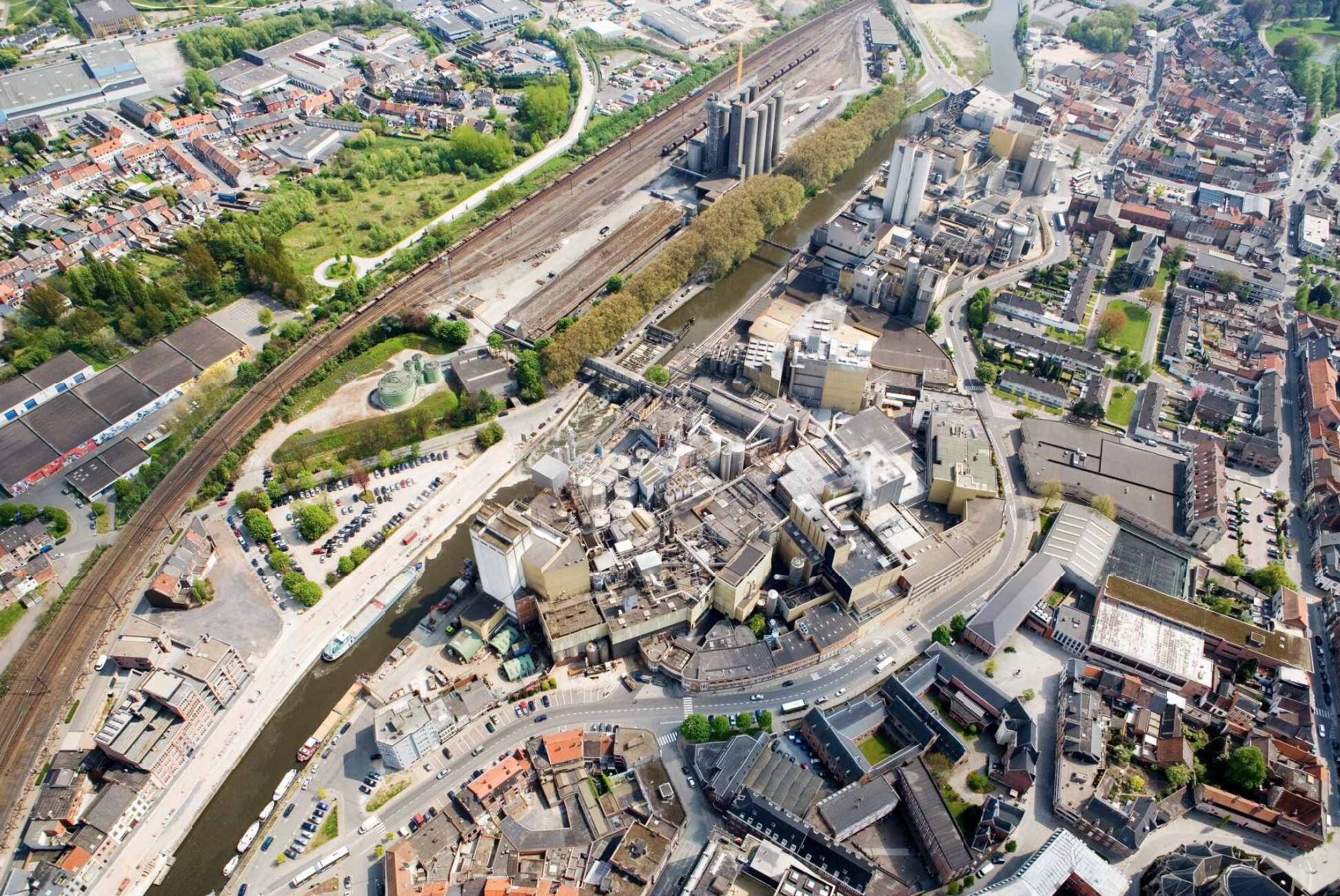
Het Eiland Chipka 2012 - Verz. Stadsarchief Aalst, bruikleen [collectie]
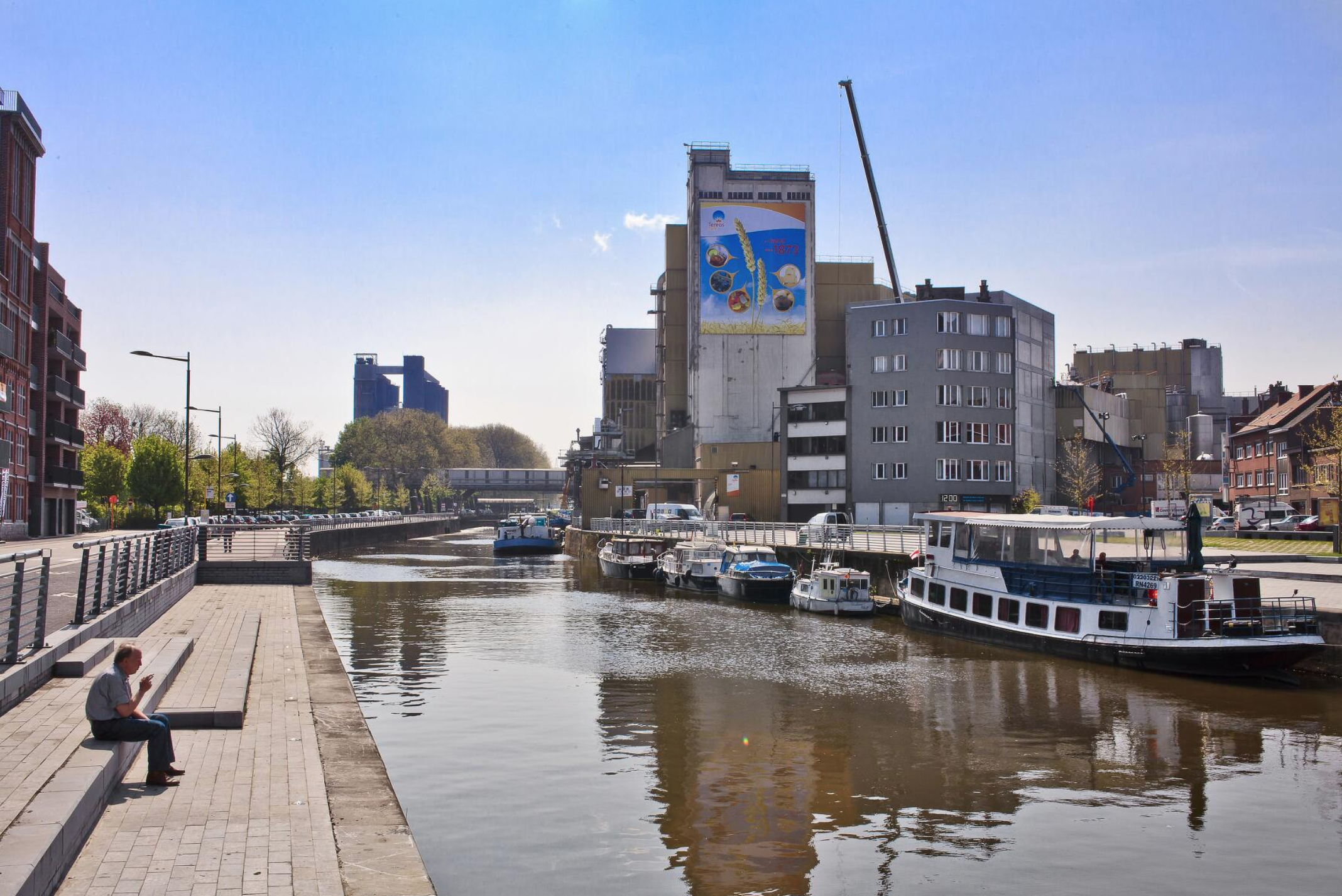
Tereos Syral - Verz. Stadsarchief Aalst, bruikleen [collectie]
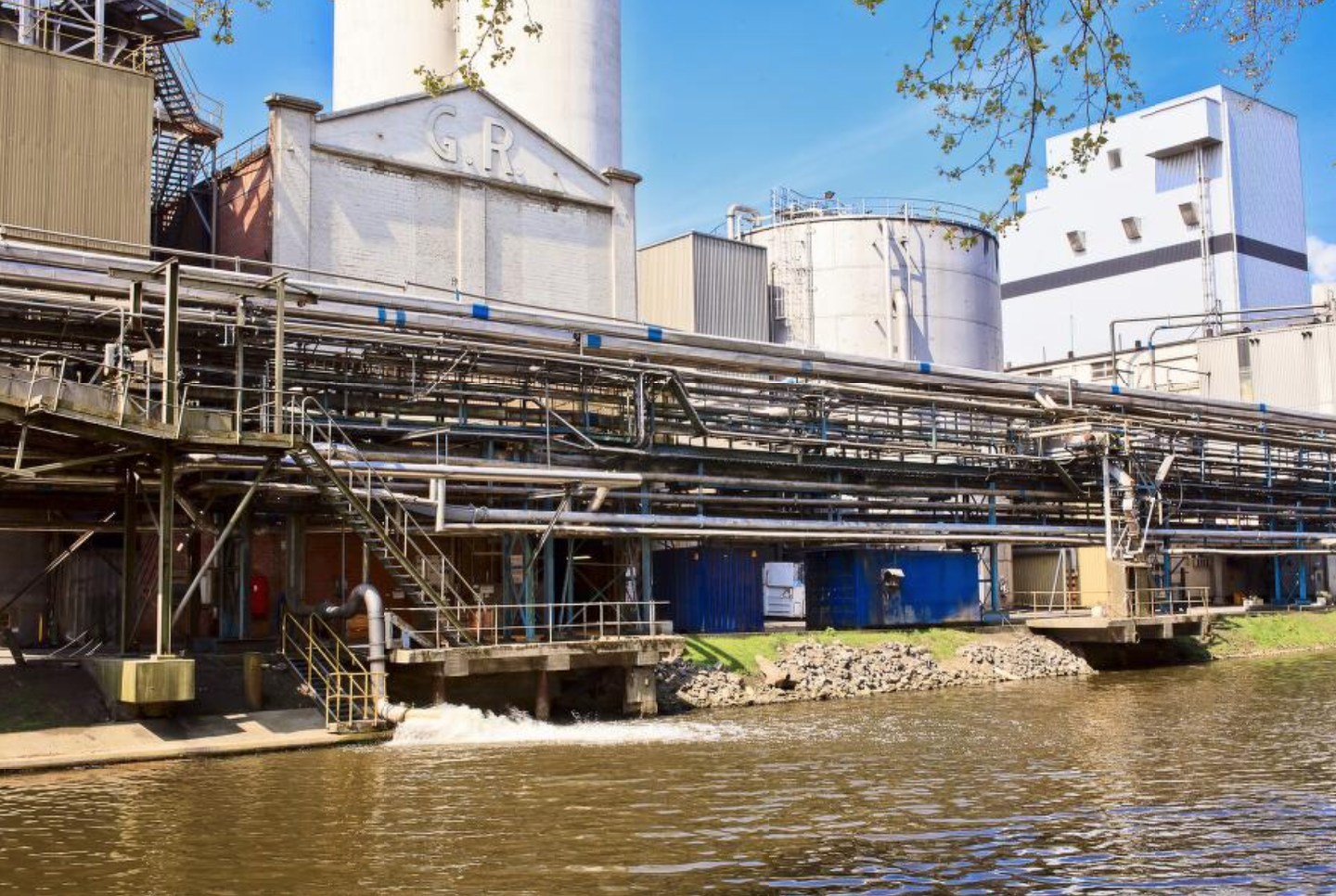
Tereos Syral - Verz. Stadsarchief Aalst, bruikleen [collectie]